# 사카이스지혼마치역
사카이스지혼마치역(일본어: 堺筋本町駅, さかいすじほんまちえき)은 오사카부 오사카시 주오구에 있는 철도역이다. 역명의 유래는 사카이스지에 있는 혼초라는 것에서 유래되었다.
2011년 9월 말에, 선착장 브랜드 복권을 원하는 시민들의 요망에 따라 역명판에 "센바히가시"이 부역명으로 추가되었고("東"표기는 검은 바탕에 백발이다), 인근의 혼마치 역 또한 "센바니시"라는 부역명이 추가되었다.

## 이용 가능 철도 노선
- 오사카 시 교통국
  - ■ 사카이스지 선
  - ■ 주오 선

## 역 구조
주오 선은 섬식 승강장 1면 2선, 사카이스지 선은 상대식 승강장 2면 2선의 구조를 갖는 지하역이다. 다만, 주오 선은 선착장 센터 빌딩의 지하층에 있기 때문에 섬식 승강장이지만 1번 선과 2번 선이 다소 떨어져 있고, 미도스지 선의 우메다역과 비슷한 구조이다.
사카이스지 선 승강장 덴가차야 역 근처의 한 층 아래에 주오 선 승강장이 있고 주오 선 승강장에서는 혼마치 역 방향 계단에서 연결된다. 개찰구는 사카이스지 선의 두 승강장에 각각 3곳씩 더해 주오 선 승강장의 다니마치 4초메 역 방향 근처에 1개소가 설치되어 있다.

### 사카이스지 선
| 1 | ■ 사카이스지 선 | 닛폰바시・도부쓰엔마에・덴가차야 방면         |
| 2 | ■ 사카이스지 선 | 덴진바시스지 6초메・기타센리・다카쓰키시 방면 |

### 주오 선
| 1 | ■ 주오 선 | 모리노미야・나가타・이코마・갓켄나라토미가오카 방면 |
| 2 | ■ 주오 선 | 벤텐초・오사카코・유메시마 방면                     |

## 역세권 정보
- 주오 구청
- 마이 돔 오사카
- 미즈호 은행 본점
- 마루베니 오사카 본사
- 오사카 상공 회의소
- CITY PLAZA OSAKA
- 오사카 산업 창조관
- 오사카 기업인 박물관
- 오사카 시립 히가시 상업 고등학교
- 선착장 센터 빌딩
- 오사카 히가시 우체국
- 고베 고속 1호 순환도로
- 주오사카 대한민국 총영사관 (임사청사)

## 역사
- 1969년 12월 6일: 사카이스지 선 덴진바시스지 6초메 ~ 도부쓰엔마에간, 주오 선 혼마치 ~ 다니마치 4초메간 개통함으로써 두 노선 동시 영업 개시.

## 인접역
| ■ 오사카 메트로 사카이스지선         | ■ 오사카 메트로 사카이스지선 | ■ 오사카 메트로 사카이스지선   |
| ------------------------------------ | ---------------------------- | ------------------------------ |
| K14 기타하마 덴진바시스지 6초메 방면 |                              | 나가호리바시 K16 덴가차야 방면 |
| ■ 오사카 메트로 주오선               |                              |                                |
| C16 혼마치 유메시마 방면             |                              | 다니마치 4초메 C18 나가타 방면 |